# 스티븐 프루이트
스티븐 프루이트(영어: Steven Pruitt, 1984년 4월 17일~)는 미국의 위키백과 편집자로서 영어 위키백과에서 가장 많은 436만개가 넘는 편집을 하였다. 그는 또한 35,000개 이상의 위키백과 문서를 작성했다. 프루이트는 2017년 타임지가 선정한 인터넷에서 가장 영향력 있는 25인 중 한 명으로 선정되었다.
프루이트는 자코모 푸치니의 오페라 잔니 스키키의 단역 등장인물인 Ser Amantio di Nicolao라는 이름으로 편집한다. 그는 Women in Red 프로젝트를 통해 여성의 참여를 촉진하기 위해 위키백과의 체계적인 편견에 맞서 싸우고 있다.

## 어린 시절과 교육
프루이트는 1984년 텍사스주 샌안토니오에서 러시아계 유대인 이민자 알라 프루이트 와 버지니아주 리치먼드 출신 도널드 프루이트의 외동아들로 태어났다. 그의 어머니는 레오니트 브레즈네프의 유태인 이주 정책이 완화 되면서 소련에서 이주했고 그의 아버지는 버지니아에서 대학 교수로 일했다. 그들은 샌안토니오에 가까운 Lackland 공군 기지에 있는 국방 언어 연구소의 러시아어 부서에서 교사로 있을 때 만났다.
자라는 동안 프루이트는 애거사 크리스티와 나이오 마시의 고전 문학과 미스터리 이야기의 독자였다.
프루이트는 2002년 버지니아주 알렉산드리아에 있는 St. Stephen's and St. Agnes School을 졸업하였다. 그는 윌리엄 & 메리 대학에서 합창단의 일원으로 노래를 불렀고 2006년 미술사 학위를 취득했다.

## 직업
2017년 현재 프루이트는 미국 관세국경보호청의 계약자로서 기록 및 정보 작업을 하고 문서 작업을 하는걸 선호한다.

## 위키백과 편집
프루이트는 2004년에 위키백과 편집을 시작했다. 그의 첫 위키백과 문서는 "Virginia Hercules"로 알려진 포르투갈 태생의 미국 독립 전쟁의 영웅인 Peter Francisco에 관한 것이다. 그가 가장 좋아하는 문서는 Virginia Pohick Church이다. 그는 윌리엄& 메리 대학의 3학년인 2006년에 계정을 만들었다. 불황 기간 동안 실직 상태였던 프루이트는 편집하는 데 시간을 보냈으며, 이는 잠재적인 면접관이 종종 줄리언 어산지의 위키리크스와 혼동했기 때문에 취업 면접을 받지 못하는 예상치 못한 결과를 초래했다. 2019년 2월까지 프루이트는 영어 위키백과의 다른 편집자보다 많은 300만 개 이상의 편집을 했으며 2021년 2월까지 400만 개 이상의 편집을 수행했다. 그는 2015년 편집자 저스틴 냅(Justin Knapp) 같은 해에 관리자가 되었다 .
프루이트는 2004년 6월에 위키백과를 처음으로 편집했다고 한다. Women in Red WikiProject의 기여 회원으로서 그의 위키백과 편집에는 사이트의 성별 격차에 대응하기 위해 600명 이상의 여성에 대한 기사 작성이 포함되었다. 대부분의 작업이 혼자 이루어지지만 그는 버지니아 위키프로젝트의 회원이기도 하다. AS를 식별 루잇, inclusionist 및 WikiGnome은, 세 사이 쓴다 네 이상과 주말, 시간 매일 편집한다. 그는 2021년 1월 13일 Death Breathing 문서에서 위키백과의 10억 번째 편집을 했다.

### 인터뷰
프루이트는 2019년 1월 CBS This Morning에 출연했다. 인터뷰에서 프루이트는 "Virginia Hercules. "로 알려진 Peter Francisco에 대해 작업한 첫 번째 기사와 위키백과 비평가가 사이트를 언급한 한 영역인 주목할만한 여성에 대한 위키백과의 참여 범위를 높이는 데 도움을 주려는 그의 약속에 대해 설명했다.

## 개인 생활
프루이트의 위키백과와 관련 없는 관심사에는 그가 노래하는 Capitol Hill Chorale 라는 곡이다. 그는 또한 오페라에 대한 열렬한 팬이기도 하다. 이 오페라는 어릴 때 부모님의 가르침으로 시작되었다. 1918년 푸치니 오페라 잔니 스키키의 단역 캐릭터의 이름을 따서 위키백과 사용자 이름 "Ser Amantio di Nicolao"에 영감을 주었다. 2018년 현재 그는 미혼이며 워싱턴 DC의 높은 집값으로 인해 부모와 살고 있다.

## 구별
- Time ' "인터넷에서 가장 영향력 있는 25인"(2017)